# Ольковицька сільська рада
Ольковицька сільська рада (біл. Альковіцкі сельсавет) — адміністративно-територіальна одиниця в складі Вілейського району розташована в Мінській області Білорусі. Адміністративний центр — Ольковичі.
Ольковицька сільська рада розташована на межі центральної Білорусі, у північній частині Мінської області орієнтовне розташування — супутникові знимки, на схід від Вілейки.
До складу сільради входять 22 населені пункти:
- Адамовщина • Заболоття • Затемінь • Кореневе • Крайські Пасіки • Криничино • Матьковські Пасіки • Матьківці • Морози • Вівсяники • Октябрське • Ольковичі • Переможець • Ракшиці • Рущиці • Сачівки • Скорода • Стайки • Старинки • Харьки • Ходоси • Юнцевичі